# (21728) Zhuzhirui
(21728) Zhuzhirui est un astéroïde de la ceinture principale d'astéroïdes.

## Description
(21728) Zhuzhirui est un astéroïde de la ceinture principale d'astéroïdes. Il fut découvert le 9 septembre 1999 à Socorro (Nouveau-Mexique) par le projet LINEAR. Il présente une orbite caractérisée par un demi-grand axe de 2,66 UA, une excentricité de 0,06 et une inclinaison de 15,2° par rapport à l'écliptique.

## Compléments